# Laddia traceyi
Laddia traceyi is een slakkensoort uit de familie van de Neritiliidae. De wetenschappelijke naam van de soort is voor het eerst geldig gepubliceerd in 1965 door Ladd.